# Alectroenas madagascariensis
Alectroenas madagascariensis là một loài chim trong họ Columbidae.
Loài này có liên quan mật thiết với hai loài chim bồ câu xanh, chim bồ câu Comoros và chim bồ câu xanh Seychelles. Đây là loài đặc hữu của Madagascar phía bắc và phía đông.
Môi trường sống tự nhiên của chúng là rừng ẩm vùng đất thấp nhiệt đới hoặc đầm nước nhiệt đới hoặc cận nhiệt đới, sông ngòi và rừng thoái hoá nhiệt đới hoặc cận nhiệt đới, không biến động và giảm sút, từ mực nước biển đến 2.000 m (6.600 foot). Trong thói quen này, chúng thường được quan sát từ ngọn cây và trên cành cây trên tán. Loài này rõ ràng là di cư một phần, rời phía bắc hòn đảo trong một phần của năm và di chuyển về phía tây trong mùa mưa. Cần nhiều nghiên cứu hơn để hiểu hành vi này.
Chim bồ câu xanh Madagascan dài 25–27 cm (9,8-10,6 inch). Bộ lông của loài này bị chi phối bởi các sắc thái xanh biển, như tên gọi cho thấy; Cổ và cổ họng có màu xám bạc và lông cừu, phần trên có màu xám bạc, và vú màu xanh xám xám. Đuôi có màu đỏ đậm, và đầu là màu xanh với một mảng màu đỏ lớn của da trần quanh mắt vàng. Chân có màu đỏ và cái bạc nhỏ màu xanh lá cây chóp màu vàng.
Ít được biết về hành vi của nó. Nó đã được quan sát thấy cho ăn trên quả, dù là theo cặp hoặc theo nhóm nhỏ lên đến 12 con. Các tổ kiến là nền tảng đơn giản của các cành cây được đặt từ 6–20 m (20–66 ft) lên một cái cây, và kích thước ly hợp là một quả trứng duy nhất.